# Lutherse Kerk (Dordrecht)

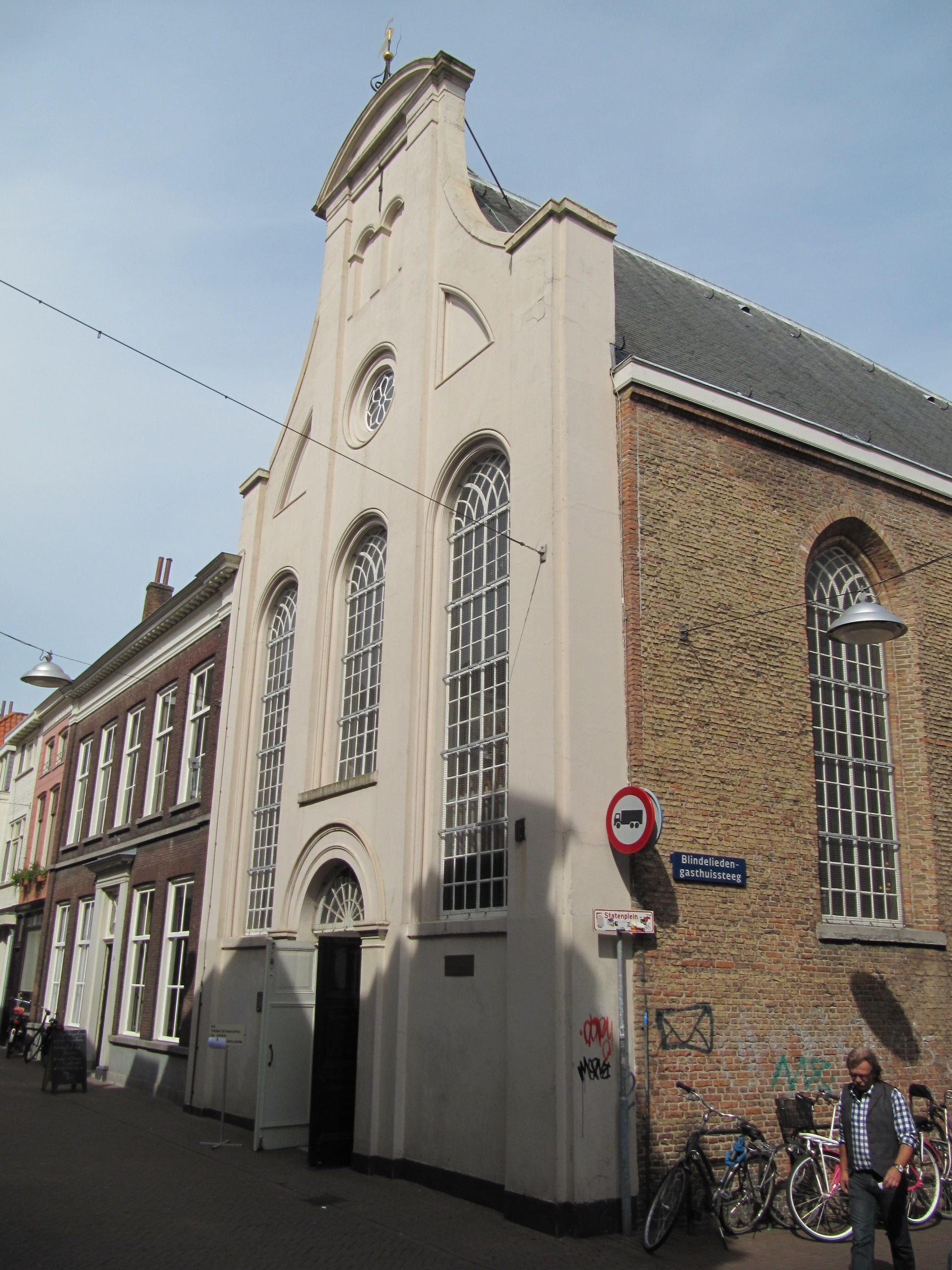
Lutherse Kerk in Dordrecht

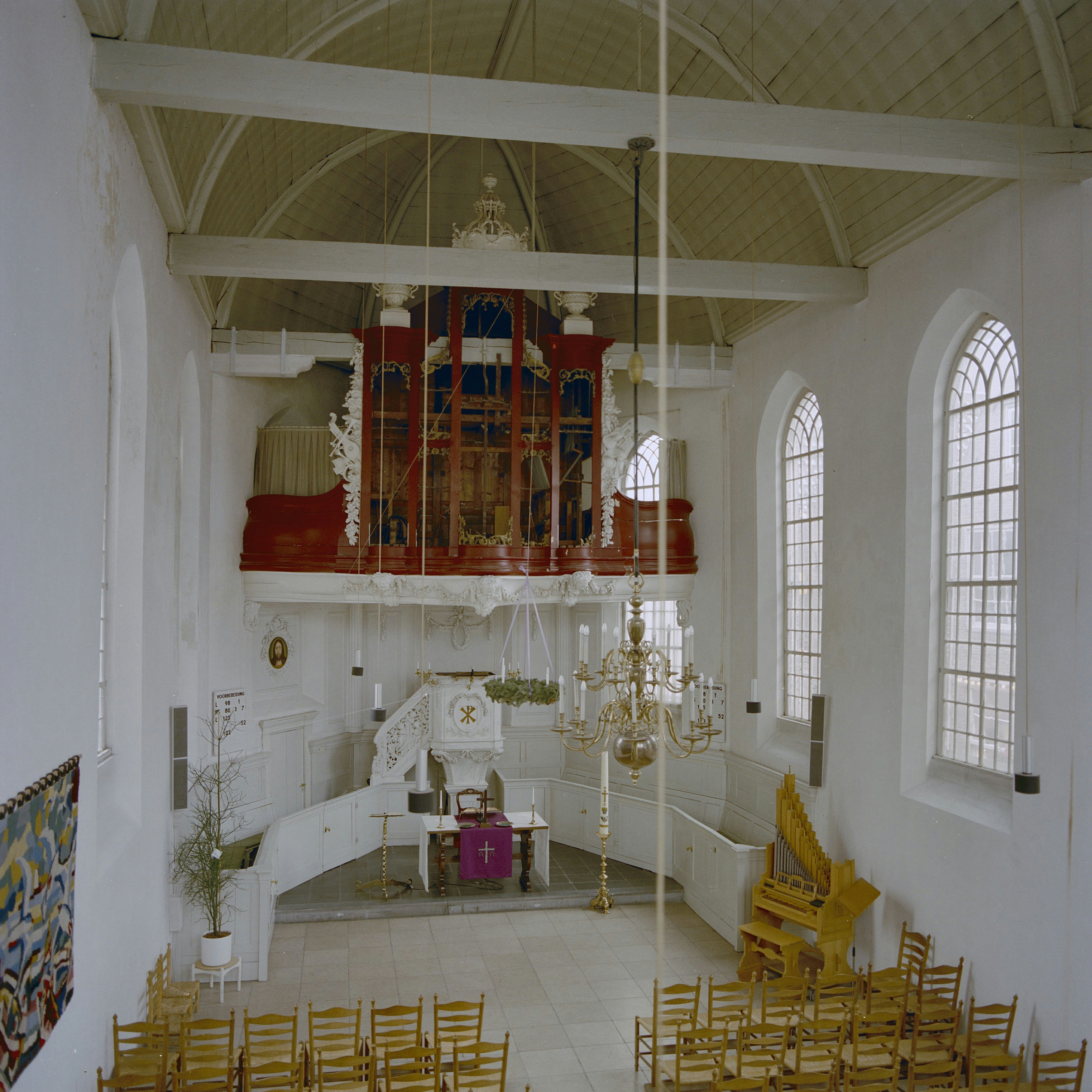
Inneres der Lutherse Kerk, Blick zum Chor

Die Lutherse Kerk of Trinitatiskapel (deutsch Lutherische Kirche oder Trinitatiskapelle) ist das Gotteshaus der evangelisch-lutherischen Gemeinde in Dordrecht innerhalb der Protestantischen Kirche in den Niederlanden  in der Provinz Zuid-Holland. Die Kirche ist seit 1966 als Rijksmonument eingestuft.

## Geschichte
Die heutige Lutherse Kerk entstand als Kapelle des zum ersten Mal im Jahr 1304 erwähnten Blindeliedengasthuis (deutsch Blindenkrankenhaus). Die schlichte spätgotische Saalkirche mit dreiseitig geschlossenem Chor wurde 1530 erneuert, im Zuge der Einführung der Reformation profaniert und danach als Lagerhaus sowie als Tischlerei genutzt. Die Gebäude des Krankenhauses wurden im Jahr 1629 abgerissen. Nachdem die lutherische Gemeinde Dordrechts das Gebäude 1689 bezogen hatte, erhielt es im Westen einen Fassadengiebel im Stil von Philips Vingboons. Diese Fassade wurde 1856 modernisiert und verputzt. Der Innenraum ist von einem hölzernen Tonnengewölbe überdeckt. Jan van Galen fertigte in den Jahren von 1777 bis 1781 die Kanzel und das Orgelgehäuse im Stil des Louis-seize. Andries Wolfferts baute die im Jahr 1781 fertiggestellte Orgel.